# Wilfried Ortmann
Wilfried Ortmann (* 10. April 1924 in Calbe an der Milde; † 3. März 1994 in Berlin) war ein deutscher Schauspieler.

## Leben
Ortmann nahm zunächst Schauspielunterricht in Magdeburg. Von dort kam er über Schleswig, Magdeburg, Chemnitz, Erfurt und Dresden 1951 nach Berlin, wo er zunächst am Deutschen Theater und zwischen 1954 und 1994 an der Volksbühne tätig war.
Sein Filmdebüt gab er 1953 neben Susanne Düllmann in Martin Hellbergs Produktionsfilm Das kleine und das große Glück. Danach spielte er im DDR-Propagandafilm Ernst Thälmann – Sohn seiner Klasse mit. Seine Verkörperung des Gangsters Hasso Teschendorf in Richard Groschopps Ware für Katalonien nach einem authentischen Kriminalfall war eine seiner ersten einprägsamen Rollen. Später trat er häufig auch im Fernsehen auf, so unter anderem als Oberst Krösing in dem Fernseh-Mehrteiler Das unsichtbare Visier.
Ortmann war mit der Schauspielerin und Moderatorin Margot Ebert verheiratet. Er wurde unter anderem mit dem Kunstpreis der DDR ausgezeichnet.

„Er hatte das Zeug zum Tragöden mit dem gewissen komödiantisch-anarchistischen Kick.“

## Filmografie
- 1953: Das kleine und das große Glück
- 1954: Ernst Thälmann – Sohn seiner Klasse
- 1954: Das geheimnisvolle Wrack
- 1958: Der Prozeß wird vertagt
- 1959: Ware für Katalonien
- 1959: Maria Stuart (Studioaufzeichnung)
- 1960: Fernsehpitaval: Der Fall Hugo Stinnes jr. (Fernsehreihe)
- 1960: Nackt unter Wölfen (TV)
- 1963: Bonner Pitaval: Die Affäre Heyde-Sawade (Fernsehreihe)
- 1964: Viel Lärm um nichts
- 1965: Die Mutter und das Schweigen (TV)
- 1969: Kriminalfälle ohne Beispiel: Das Verbrechen an Timo Rinnelt und seine Aufklärung (TV)
- 1970: Jeder stirbt für sich allein (Fernsehfilm, 3 Teile)
- 1970: Caesar und Cleopatra (Theateraufzeichnung)
- 1970: Befreiung
- 1971: Avantgarde (Theateraufzeichnung)
- 1973: Das unsichtbare Visier (TV)
- 1975: Die Wildente (Theateraufzeichnung)
- 1975: Steckbrief eines Unerwünschten (Fernsehfilm)
- 1979: Duette (TV)
- 1982: Romanze mit Amélie
- 1983: Märkische Chronik (TV-Serie)
- 1984: Die Poggenpuhls (Fernsehfilm)
- 1984: Sachsens Glanz und Preußens Gloria (TV)
- 1985: Die unwürdige Greisin (Fernsehfilm)
- 1986: Schauspielereien: Alles Theater (TV)
- 1987: Ferienheim Bergkristall: So ein Theater (TV-Schwank)
- 1988: Der Geisterseher (TV)
- 1990: Geschichten einer Nacht (TV)
- 1991: Mit List und Krücke (TV-Serie)

## Synchronrollen (Auswahl)
- 1957: Jovan Milicevic als Vlada Patrick in Bahnraub in Belgrad

## Theater
- 1952: Julius Hay: Die Brücke des Lebens (Metallarbeiter) – Regie: Paul Lewitt (Staatstheater Dresden)
- 1953: Roger Vailland: Colonel Foster ist schuldig (Masan) – Regie: Herwart Grosse/Wolfgang Langhoff (Deutsches Theater Berlin – Kammerspiele)
- 1956: Wsewolod Wischnewski: Die erste Reiterarmee (Zugführer) – Regie: Kurt Jung-Alsen (Volksbühne Berlin)
- 1956: William Shakespeare: Ein Sommernachtstraum (Herzog von Athen) – Regie: Fritz Wisten (Volksbühne Berlin)
- 1957: Leo Tolstoi: Die Macht der Finsternis (Nikita) – Regie: Fritz Wisten (Volksbühne Berlin)
- 1959: William Shakespeare: Macbeth (Macbeth) – Regie: Ernst Kahler (Volksbühne Berlin)
- 1960: Gerhart Hauptmann: Fuhrmann Henschel (Kellner George) – Regie: Erich-Alexander Winds (Volksbühne Berlin)
- 1960: Lajos Mesterházi: Menschen von Budapest – Regie: Fritz Wisten (Volksbühne Berlin)
- 1961: Friedrich Wolf: Beaumarchais oder Die Geburt des Figaro (Beaumarchais) – Regie: Rudi Kurz (Volksbühne Berlin)
- 1961: Euripides: Die Troerinnen (Poseidon) – Regie: Fritz Wisten (Volksbühne Berlin)
- 1961: Hedda Zinner: Ravensbrücker Ballade (Reichert) – Regie: Fritz Wisten (Volksbühne Berlin)
- 1962: Gerhart Hauptmann: Florian Geyer (Grumbach) – Regie: Wolfgang Heinz (Volksbühne Berlin)
- 1962: Gotthold Ephraim Lessing: Emilia Galotti (Odorado) – Regie: Gerd Klein (Volksbühne Berlin)
- 1964: Robert Planchon nach Alexandre Dumas der Ältere: Die drei Musketiere – Regie: Rudolf Vedral (Volksbühne Berlin)
- 1964: John Boynton Priestley: Die skandalöse Affäre von Mr. Kettle und Mrs. Moon (Mr. Moon) – Regie: Hans-Joachim Martens  (Volksbühne Berlin – Theater im III. Stock)
- 1965: Friedrich Dürrenmatt: Der Besuch der alten Dame (Gatte VII – IX) – Regie: Fritz Bornemann (Volksbühne Berlin)
- 1966: Jean Anouilh: Jeanne oder die Lerche (Warwick) – Regie: Hans-Joachim Martens (Volksbühne Berlin)
- 1967: Peter Weiss: Marat (Duperret) – Regie: Fritz Bornemann (Volksbühne Berlin)
- 1967: George Bernard Shaw: Cäsar und Cleopatra (Pothinus) – Regie: Ottofritz Gaillard (Volksbühne Berlin)
- 1967: Friedrich Schiller: Kabale und Liebe (Hofmarschall von Kalb) – Regie: Hans-Joachim Martens (Volksbühne Berlin)
- 1968: Boris Djacenko: Doch unterm Rock der Teufel (Großgrundbesitzer Wnuko) – Regie: Fritz Bornemann (Volksbühne Berlin)
- 1968: Friedrich Schiller: Maria Stuart (Graf von Leicester) – Regie: Fritz Bornemann (Volksbühne Berlin)
- 1968: Armand Gatti: V wie Vietnam (Quadratur) – Regie: Hans-Joachim Martens/ Wolfgang Pintzka (Volksbühne Berlin)
- 1969: William Shakespeare: Troilus und Cressida (Hector) – Regie: Hannes Fischer (Volksbühne Berlin)
- 1970: Walentin Katajew: Avantgarde (Buchhalter Panibratzew) – Regie: Fritz Marquardt (Volksbühne Berlin)
- 1971: Bertolt Brecht: Der gute Mensch von Sezuan – Regie: Benno Besson (Volksbühne Berlin)
- 1971: Carlo Gozzi: König Hirsch (Tartaglia) – Regie: Benno Besson/Brigitte Soubeyran (Volksbühne Berlin)
- 1975: Carlo Gozzi: Das schöne grüne Vögelchen (Königin-Mutter) – Regie: Ernstgeorg Hering/Helmut Straßburger (Volksbühne Berlin)
- 1977: Alexander W. Suchowo-Kobylin: Die Akte (Fürst) – Regie: Berndt Renne (Volksbühne Berlin)
- 1980: Gabriele Bigott (Nach Dieter Noll): Kippenberg (Professor) – Regie: Peter Schroth/Peter Kleinert (Theater im Palast)
- 1980: Ivan Radoev: Die Menschenfresserin (Topusow) – Regie: Fritz Bornemann (Volksbühne Berlin)
- 1992: William Shakespeare: König Lear (Lear) – Regie: Frank Castorf (Volksbühne Berlin)

## Hörspiele
- 1956: Henrik Ibsen: Die Stützen der Gesellschaft (Johann Tönnesen) – Regie: Herwart Grosse (Hörspiel – Rundfunk der DDR)
- 1958: Anna und Friedrich Schlotterbeck: S.M.S. Prinzregent Luitpold (Korvettenkapitän Herzbruch) – Regie: Theodor Popp (Rundfunk der DDR)
- 1958: Henrik Ibsen: Stützen der Gesellschaft (Johann Tönnesen) – Regie: Herwart Grosse (Hörspiel – Rundfunk der DDR)
- 1960: Axel Kielland: Einer sagt nein (Group Captain Nigel Henderson) – Regie: Wolfgang Brunecker (Hörspiel – Rundfunk der DDR)
- 1962: Klaus Beuchler: Der Fall Stetson (Staatsanwalt) – Regie: Werner Grunow (Hörspiel – Rundfunk der DDR)
- 1964: Fred von Hoerschelmann: Die Saline (Carlo) – Regie: Helmut Hellstorff (Hörspiel – Rundfunk der DDR)
- 1965: Peter Weiss: Die Ermittlung (Verteidiger) – Regie: Wolfgang Schonendorf (Oratorium in 11 Gesängen – Rundfunk der DDR)
- 1968: Erasmus Schöfer: Denkmal Pfeiffer (Jakob Pfeiffer) – Regie: Fritz-Ernst Fechner (Hörspiel – Rundfunk der DDR)
- 1970: Michail Schatrow: Der sechste Juli (Proschjan) – Regie: Helmut Hellstorff (Hörspiel – Rundfunk der DDR)
- 1971: Maximilian Scheer: Der Weg nach San Rafael – Regie: Wolfgang Schonendorf (Rundfunk der DDR)
- 1973: Hans Christian Andersen: Die wilden Schwäne (König) – Regie: Edgar Kaufmann/Barbara Plensat (Kinderhörspiel – Litera)
- 1975: Jules Verne: Die Erfindung des Verderbens (Der Chef) – Regie: Andreas Scheinert (Kinderhörspiel – Rundfunk der DDR)
- 1975: Jean Pélégri: Der Aufschrei – Regie: Fritz Göhler (Hörspiel – Rundfunk der DDR)
- 1976: Hans Bräunlich nach Raymond Chandler: Gefahr ist mein Geschäft – Regie: Werner Grunow (Kriminalhörspiel – Rundfunk der DDR)
- 1976: Hans Siebe: Der Tod des Reinhard Kunelka (Lüchting) – Regie: Fritz-Ernst Fechner (Kriminalhörspiel – Rundfunk der DDR)
- 1976: Heinrich von Kleist: Michael Kohlhaas (Luther) – Regie: Hans-Dieter Meves (Hörspiel – Rundfunk der DDR)
- 1980: Joachim Walther: Bewerbung bei Hofe (Johann von Besser) – Regie:Fritz Göhler (Hörspiel – Rundfunk der DDR)
- 1983: Lion Feuchtwanger: Erfolg (Kultusminister Flaucher) – Regie: Werner Grunow (Rundfunk der DDR)
- 1983: Sándor Sáfár/Zoltán Jékely: Vom bärenstarken Moga (Richter) – Regie: Andreas Scheinert (Kinderhörspiel – Litera)
- 1984: Hans Fallada: Der Pechvogel (Vater) – Regie: Manfred Täubert (Hörspiel nach dem Roman: Damals bei uns daheim – Rundfunk der DDR)
- 1987: Reinhard Griebner: Ich gehöre aber einer anderen Richtung an (von Preysing) – Regie: Fritz Göehler (Hörspiel – Rundfunk der DDR)
- 1987: Michail Bulgakow: Die letzten Tage (Schischkin) – Regie: Ingeborg Medschinski (Hörspiel – Rundfunk der DDR)